# Pierrefonds—Dollard
Pour les articles homonymes, voir Pierrefonds et Dollard (homonymie).
Circonscription électorale fédérale du Canada
Pierrefonds—Dollard est une circonscription électorale fédérale canadienne située sur l'île de Montréal et l'île Bizard, au Québec. Depuis les élections fédérales de 2019, elle est représentée à la Chambre des communes par Sameer Zuberi du Parti libéral du Canada.

## Historique

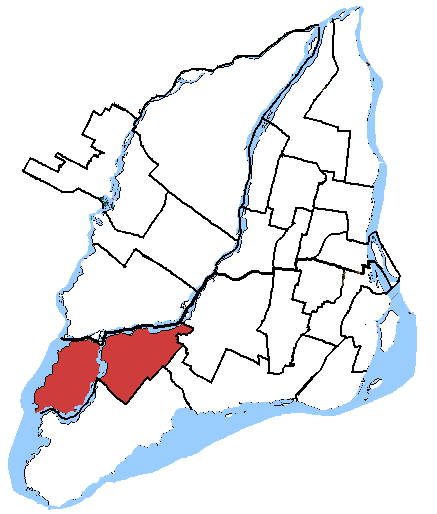
La circonscription et le découpage fédéral de l'île de Montréal jusqu'en 2013.

La circonscription des Pierrefonds—Dollard est créée en 1986 avec des portions des circonscriptions de Dollard et de Vaudreuil.
En 1996, un redécoupage fait perdre environ 9 % de la population de la circonscription à Lac-Saint-Louis. Lors du redécoupage électoral de 2013, les limites de la circonscription ne changent pas.

## Géographie
Elle comprend la ville de Dollard-Des Ormeaux et la plus grande partie de deux arrondissements de la ville de Montréal : l'arrondissement de L'Île-Bizard–Sainte-Geneviève, à l'exception de la partie située au sud-est de la rivière des Prairies et au sud-ouest du boulevard Jacques-Bizard, ainsi que la partie de l'arrondissement de Pierrefonds-Roxboro située au nord-est du boulevard Jacques-Bizard.
Les circonscriptions limitrophes sont Saint-Laurent, Dorval—Lachine—LaSalle, Lac-Saint-Louis, Mirabel, Rivière-des-Mille-Îles, Laval—Les Îles et Ahuntsic-Cartierville.

## Députés
| Législature                                       | Années        | Député                    | Parti | Parti                     |
| ------------------------------------------------- | ------------- | ------------------------- | ----- | ------------------------- |
| Pierrefonds—Dollard issue de Dollard et Vaudreuil |               |                           |       |                           |
| 34e                                               | 1988–1993     | Gerry Weiner              |       | Progressiste-conservateur |
| 35e                                               | 1993–1997     | Bernard Patry             |       | Libéral                   |
| 36e                                               | 1997–2000     | Bernard Patry             |       | Libéral                   |
| 37e                                               | 2000–2004     | Bernard Patry             |       | Libéral                   |
| 38e                                               | 2004–2006     | Bernard Patry             |       | Libéral                   |
| 39e                                               | 2006–2008     | Bernard Patry             |       | Libéral                   |
| 40e                                               | 2008–2011     | Bernard Patry             |       | Libéral                   |
| 41e                                               | 2011–2015     | Lysane Blanchette-Lamothe |       | Néo-démocrate             |
| 42e                                               | 2015–2019     | Frank Baylis              |       | Libéral                   |
| 43e                                               | 2019–2021     | Sameer Zuberi             |       | Libéral                   |
| 44e                                               | 2021–2025     | Sameer Zuberi             |       | Libéral                   |
| 45e                                               | 2025–en cours | Sameer Zuberi             |       | Libéral                   |

## Résultats électoraux

### Tendances

#### Répartition des voix obtenu par les principaux partis
| |
| - Parti libéral - Parti conservateur - NPD - Bloc québécois - Parti vert - Parti populaire - Progressiste-conservateur - Alliance canadienne - Parti réformiste |

### Résultats détaillés
|       | Candidat                             | Parti          | # de voix | % des voix |
|       | Valérie Assouline                    | Conservateur   | +11 694,  | 19,99 %    |
|       | Natalie Laplante                     | Bloc québécois | +02 043,  | 3,49 %     |
|       | Frank Baylis                         | Libéral        | +34 319,  | 58,66 %    |
|       | Lysane Blanchette-Lamothe (sortante) | NPD            | +09 584,  | 16,38 %    |
|       | Abraham Weizfeld                     | Vert           | +00865,   | 1,48 %     |
| Total | Total                                | Total          | 58 505    | 100 %      |

|       | Candidat                  | Parti          | # de voix | % des voix |
|       | Agop Evereklian           | Conservateur   | +12 901,  | 26,86 %    |
|       | Nicolas Jolicoeur         | Bloc québécois | +02 392,  | 4,98 %     |
|       | Bernard Patry (sortant)   | Libéral        | +14 632,  | 30,47 %    |
|       | Lysane Blanchette-Lamothe | NPD            | +16 390,  | 34,13 %    |
|       | Jonathan Lumer            | Vert           | +01 710,  | 3,56 %     |
| Total | Total                     | Total          | 48 025    | 100 %      |

|       | Candidat                | Parti              | # de voix | % des voix |
|       | Pierre-Olivier Brunelle | Conservateur       | +11 815,  | 25,83 %    |
|       | Reny Gagnon             | Bloc québécois     | +04 357,  | 9,53 %     |
|       | Bernard Patry (sortant) | Libéral            | +21 468,  | 46,94 %    |
|       | Shameem Siddiqui        | NPD                | +04 823,  | 10,55 %    |
|       | Ryan Young              | Vert               | +03 161,  | 6,91 %     |
|       | Marsha Fine             | Marxiste-léniniste | +00111,   | 0,24 %     |
| Total | Total                   | Total              | 45 735    | 100 %      |